# Cláudia (Mato Grosso)
Cláudia es un municipio brasileño del estado de Mato Grosso . Se encuentra ubicada en latitud 11º30'54" sur y longitud 54º53'27" oeste, tiene una superficie de 3.820.948 km² y su población estimada en 2017 era de 11.716 habitantes.

## Historia
Los primeros habitantes de la región donde se ubica el municipio de Cláudia fueron los indios Kayabi , que hablan la lengua tupi . La llegada de población blanca, principalmente recolectores de caucho , provocó que los indígenas se desplazaran hacia otras regiones, como la zona de Xingu y la zona indígena Kayabi.
La colonización de Cláudia se produjo a mediados de 1978 , tras la aprobación del Proyecto de Colonización denominado “Gleba Celeste-5ª Parte”, constituido por 715 lotes rurales y 1.014 fincas , con una superficie de 113.146,8470 hectáreas . Emancipada por ordenanza INCRA/Nº 15 de 19 de mayo de 1981 , y Ordenanza MIRAD/SEASC/Nº 20 de 12 de julio de 1988 , aprobando también la subdivisión denominada Cidade Cláudia de acuerdo con el Decreto-Ley nº 58 de 10 de diciembre de 1977 , reglamentada por el Decreto nº 333097 de 15 de septiembre de 1978 y por la Ley nº 6.766 de 19 de diciembre de 1979, registrada bajo el nº 01 de la matrícula nº 17.636, del libro nº 2-BC del Registro General el 3 de abril de 1984, en la 6ª Oficina, 3ª Zona Inmobiliaria del Distrito de Cuiabá, estado de Mato Grosso, todavía municipio de Sinop.
La ciudad de Cláudia fue diseñada para recibir 25.000 habitantes, sirviendo de apoyo a los barrios rurales de los municipios de: Fátima, Lenita, Beatriz, Ireni, Veruska, y los barrios y Chácaras de Brasilia y Cuiabá. La ciudad de Cláudia se convirtió en Distrito en 1983 , mediante indicación del entonces concejal Wilson Baggestoss, aprobada por la Cámara de Sinop con el nº 001/83, transformándose posteriormente en el Proyecto de Ley nº 080/85, que definió el área y los límites del municipio. El 25 de mayo de 1985 , el Diario Oficial de Mato Grosso publicó el Proyecto de Ley nº 48/85, que creó el Distrito de Cláudia, pero por diversas razones sólo se transformó en la Ley 5045, el 1 de septiembre de 1986, sancionada por el exgobernador Vilmar Peres.
Claudia continuó desarrollándose significativamente, lo que motivó a los líderes políticos locales a luchar para que el Distrito se convirtiera en Municipio. Para que esto suceda, se envió una carta al diputado José Lacerda solicitando que defienda, ante la Asamblea Legislativa del Estado , el Proyecto de Ley que transformaría a Claudia en Municipio. A partir de entonces, se produjeron una sucesión de actos burocráticos, como la publicación del Proyecto de Ley Nº 2.680, el 24 de mayo de 1988 , creando la Municipalidad de Claudia. Luego, se realizó un plebiscito con una significativa votación a favor de la emancipación del Municipio, culminando finalmente con la oficialización de la creación del Municipio de Claudia a través de la Ley nº 5.319, el 4 de julio de 1988, sancionada por el gobernador Carlos Bezerra.
En las elecciones municipales realizadas el 15 de noviembre de 1988, junto con el resto del país, el pueblo de Cláudia eligió a su 1er Alcalde, Sr. José Augusto Formigoni y al vicealcalde Sr. Acássio Guzzo y a los primeros nueve Concejales del Municipio. La solemne toma de posesión del Alcalde, Vicealcalde y concejales tuvo lugar el 1 de enero de 1989.

#### El nombre
Hasta alcanzar su emancipación Político Administrativa, el Municipio de Cláudia fue administrado por una subprefectura, vinculada al Municipio matriz (Sinop). Toda la subdivisión Gleba Celeste, las ciudades, caminos , arroyos, ríos y vecindarios recibieron nombres de mujeres . La literatura existente afirma que fueron llamadas así por el colonizador Enio Pipino, propietario de Colonizadora Sinop, empresa encargada de colonizar esta región con la intención de honrar a las mujeres.
Las mujeres, en la pureza de su creación, son fuente de vitalidad en la organización del bien familiar; contribuyen, dan sentido y hacen posible la visión de un futuro de paz y progreso . De esta inspiración surgió el nombre Claudia, declaró la fundadora.
Todavía existe mucho folklore respecto al nombre Claudia, algunos dicen que los nombres de mujer eran para honrar a las amigas del colonizador Enio Pepino, pero esto nunca ha sido confirmado.
Hoy, Cláudia y la región son privilegiadas por obras de infraestructura, cooperativas y campos experimentales, escuelas, iglesias y centros de ocio. Incluyendo a Claudia, el SINOP colonizador fundó 11 ciudades, reuniendo a miles de personas.

## Geografía
Claudia limita con los municipios de União do Sul , Sinop, Itaúba , Santa Helena y Santa Carmem. Sus coordenadas geográficas son Latitud Sur 11º 35'53” y Longitud 54º 52'12”. Tiene una extensión territorial de 2.867  km² . Al inicio del proyecto original, la extensión territorial prevista era de 4.400 km², según certificado del Registro General de la Propiedad de la 6ª Oficina de Registro de Cuiabá, de 18 de junio de 1984. Con la pérdida de territorios vecinos a favor de otros municipios, primero Santa Carmem, luego União do Sul y finalmente Santa Helena, la extensión territorial acabó siendo prácticamente la mitad del proyecto original.
Se encuentra a 606 kilómetros de la capital del estado de Mato Grosso, Cuiabá. En 1999, la superficie deforestada en el municipio en porcentaje fue de 24.84%.

#### Población
- 1991 - 9.024 habitantes
- 1996 - 12.751 habitantes
- 2000 - 10.249 habitantes
- 2007 - 10.648 habitantes
- 2010 - 11.028 habitantes
- 2014 - 11.457 habitantes

En 1996, el municipio de Cláudia fue dividido, siendo el distrito de União do Sul elevado a la categoría de municipio. En el año 2000 se produjo otra escisión, la de la localidad de Santa Helena.

Población por hogares
- Urbano: 7.852 habitantes
- Rural : 2.397 habitantes

Población por sexo
- Hombres: 5.441 habitantes
- Mujeres: 4.808 habitantes

(Fuente: IBGE/2000)
En 2011 Cláudia poseía una flota de 2.986 coches, 3.541 motos y 4.259 bicicletas.

## Últimos alcaldes electos
| Año  | Alcalde         | Partido | Votos | %     | Ref   |
| ---- | --------------- | ------- | ----- | ----- | ----- |
| 2004 | Kurten          | PSDB    | 3.063 | 54,53 | [ 4 ] |
| 2008 | Vilmar da Matao | PMDB    | 2.939 | 50,40 | [ 5 ] |
| 2012 | Joao Batista    | PSD     | 3.318 | 56,49 | [ 6 ] |
| 2016 | Altamir Kurten  | PSDB    | 2.991 | 50,76 | [ 7 ] |
| 2020 | Altamir Kurten  | PSDB    | 2.949 | 50,47 | [ 8 ] |